# سامسونگ گلکسی جی۷
سامسونگ گلکسی جی۷ یک گوشی اندروید تولید شده توسط سامسونگ الکترونیک است که در ماه ژوئن ۲۰۱۵ از آن رونمایی شد.این گوشی از اندروید ۸.۱بهره می‌برد و یک تلفن همراه از سری سامسونگ گلکسی جی می‌باشد. در سال ۲۰۱۶ نسخه ای بروز شده از این تلفن همراه بانام سامسونگ گلکسی جی۷ (۲۰۱۶) بعنوان جانشین این گوشی عرضه شد. اندروید این دستگاه به صورت پیش فرض۸.۱  (اوریو) می‌باشد که قابل ارتقا به اندروید است.
این گوشی هم اکنون از رده خارج شده است و دیگر تولید نمی‌شود.

## مزایا

### راه‌اندازی سریع
عملکرد راه‌اندازی سریع سری Galaxy J، دسترسی به دوربینتان را از همیشه ساده‌تر کرده‌است. کافی است برای بهره‌گیری از دسترسی سریع و مستقیم به دوربین، دکمه صفحه اصلی را دو بار فشار دهید. با این ویژگی ساده، هرگز فرصت عکس برداری را دوباره از دست نخواهید داد.
* زمان راه‌اندازی دوربین ممکن است تفاوت جزئی داشته باشد.

### مدیر هوشمند
برنامه «مدیر هوشمند» به شما امکان می‌دهد تا طیفی از اطلاعات اساسی از جمله وضعیت باتری، فضای ذخیره‌سازی، وضعیت حافظه و غیره را در سری Galaxy J خود بررسی و مدیریت کنید. می‌توانید با چند لمس ساده، برنامه‌های بلااستفاده را ببندید، باتری و عملکرد RAM را بهبود بخشید، فایل‌های بلااستفاده را حذف و بررسی آنتی‌ویروس را اجرا کنید.

### دوربین ارتقا یافته
با دوربین عقب ۱۳ مگاپیکسلی و دیافراگم f/1.9 سری Galaxy J، عکس‌های روشن‌تر و واضح‌تر بگیرید. از فلاش دوربین جلو برای گرفتن عکس‌های روشن حتی در شرایطی با نور کم استفاده کنید.

### عملکرد قدرتمند
به لطف پردازشگرهای قدرتمند سری Galaxy J، از سرعت بیشتر در مرور وب، بازی، مشاهده ویدئو با کیفیت HD به علاوه انجام چند کار همزمان به صورت بی دردسر و بدون تأخیر بهره ببرید.

### تجربه دیداری خیره‌کننده
Samsung Galaxy J با نمایشگر Super AMOLED خود این امکان را می‌دهد تا از تجربه رسانه‌ای واضح‌تر و غنی‌تر بیشتر از همیشه لذت ببرید. مشاهده عکس، تماشای ویدئو و اجرای بازی را با قابلیت بازسازی رنگ واقعی و غنی و یک نسبت کنتراست استثنایی برای داشتن رنگ سیاه عمیق‌تر ارتقا بخشید.

### قدرت بیشتر باتری
بالاترین توانایی باتری را از Galaxy J کسب کنید. بدون نگرانی دربارهٔ باتری، از مجموعه‌ای از محتویات رسانه‌ای از جمله فیلم‌ها، موسیقی، بازی، استفاده از وب برای مدت طولانی‌تر لذت ببرید.

### حالت ذخیره انرژی فوق‌العاده
به لطف حالت ذخیره انرژی فوق‌العاده سری Galaxy J، اگر باتری‌تان در حال اتمام است، نیازی نیست نگران باشید. با خاموش کردن عملکردهای غیرضروری در دستگاهتان و تغییر صفحه نمایش به حالت مونوکروم (تک رنگی) ذخیره باتری، مصرف باتری را پایین بیاورید. فقط برای انرژی بیشتر - زمانی که بیشتر از همیشه به آن نیاز دارید.

## مشخصات
- Memory
  - Available Memory (GB)11.6 GB
- Physical specification
  - Dimension (HxWxD, mm)152.4 x 78.6 x 7.5
  - Weight (g)171
- Battery
  - Standard Battery Capacity (mAh)3000
- Audio and Video
  - Video Playing FormatMP4, M4V, 3GP, 3G2, MKV, WEBM
  - Audio Playing FormatMP3, M4A, 3GA, AAC, OGG, OGA, WAV, AMR, AWB, FLAC, MID, MIDI, XMF, MXMF, IMY, RTTTL, RTX, OTA[۳]